# Jean Marcellin Joseph Calixte Gilles
Jean Gilles (Perpinyà, 14 d'octubre del 1904 - Montlluís, 10 d'agost del 1961) va ser un general nord-català de l'exèrcit francès que comandà tropes paracaigudistes durant la guerra d'Indoxina, i que dirigí l'operació aerotransportada en la crisi de Suez. De malnom Le cyclope, ha estat titllat de "figura llegendària dels paracaigudistes francesos". La seva família procedia de Montlluís i hi estigué vinculat molts anys; l'associació "Amis de Mont-Louis" li dedicà una plana al seu web.

## Biografia
La seva mare, Maria Pagès, era d'una família de Montlluís i Llar, on el general passà la seva infantesa, hi continuà vinculat tota la vida i on es retirà; i son pare, el capità Joseph Marius Gilles, nat a l'Ardecha, morí en combat el setembre del 1914 (posteriorment, la germana d'en Jean, Madeleine, participaria en activitats de la Resistència Francesa). Amb 12 anys, Jean Gilles entrà al col·legi militar de la Flèche. S'incorporà a l'Escola Especial Militar de Saint-Cyr el 1922 i formà part de la mateixa promoció que el futur general Leclerc; en la seva estada va ser ferit greument en el decurs d'un exercici de llançament de granades i hi perdé un ull que des d'aleshores reemplaçà per un de vidre. En graduar-se a Saint-Cyr com a sotstinent el 1924 va ser destinat al 24è regiment de tiradors senegalesos, on havia servit al seu pare, amb base a Perpinyà. La unitat va ser enviada al Marroc per combatre-hi a la guerra del Rif, i allà hi obtingué la primera citació en Gilles: la creu de Guerra dels Teatres d'Operacions Exteriors. El 1936, quan era oficial meharista i havia recorregut el desert en totes direccions (va estar destinat a Casablanca, Dakar, Konakry, Cotonou, Iférouane, Agadès, Tessaouha), hagué de tornar a Europa, ara amb el grau de capità.

### Segona guerra mundial
El 1939 pertanyia a la 7a. divisió d'infanteria colonial francesa i el 1940 s'embarcà cap a Bilma i a l'Àfrica Occidental Francesa. Fou desmobilitzat a França el 1942 i, mentre intentava creuar Espanya per incorporar-se a l'exèrcit francès de l'Àfrica del Nord, fou detingut i empresonat al camp de Miranda de Ebro. Alliberat per raons mèdiques (a causa del seu ull de vidre), s'incorporà a la 9a. divisió d'infanteria colonial francesa, on va tenir el comandament del 2n batalló del 13è regiment de tiradors senegalesos. Prengué part en la presa de l'illa d'Elba (juny del 1944) i hi obtingué una citació de guerra amb palma. Desembarcà amb el 1r. Exèrcit Francès del general De Lattre a Provença i participà en la reconquesta del territori metropolità francès i en la campanya d'Alemanya del 1945.

### Del 1945 endavant
Amb el post d'adjunt al cap de cos del 23è regiment d'infanteria colonial (nou nom del 13è de tiradors senegalesos), Gilles arribà a Indoxina a l'octubre del 1945 amb la graduació de tinent coronel. A l'any següent s'incorporà a l'estat major del general Leclerc, antic company seu a Saint-Cyr, i fou nomenat coronel a títol excepcional després del desembarcament de Haiphong del 6 de març.
De tornada a Europa el 1947, va ser destinat a Alemanya, on prengué el càrrec de cap de cos del regiment colonial de caçadors de carros a Ravensburg. Després de ser instructor de l'escola de guerra el 1948, el 1949 obtingué "clandestinament" el certificat de paracaigudista. Fou nomenat comandant de la 1a. mitja brigada de comandos paracaigudistes colonials (del 16.07.49 al 15.10.51) de Vannes i Inspector de les tropes aerotransportades franceses. De tornada a Indoxina el 1951, participà de forma distingida a la batalla de Na San (de setembre a desembre del 1952), on guanyà les estrelles de general de brigada el 23 de desembre del 1952 i, per la seva actuació, també fou guardonat amb el títol de Gran Oficial de la Legió d'Honor. Poc després (1953) esdevingué comandant de les TAPI (Tropes Aerotransportades d'Indoxina) i tornà a lluir-se, ara en la conquesta de la cubeta de Dien Bien Phu (20 de novembre del 1953, a l'operació Castor); ferit en l'aterratge, però, fou repatriat malalt i fatigat [dienbienphu.xooit.com/t556-Général-Gilles.htm] al desembre i s'estalvià de viure la derrota posterior.
Novament a França, el març del 1954 va ser nomenat comandant de les forces aerotransportades i de l'11a. brigada paracaigudista de xoc francesa. Participà en les accions militars de la crisi de Suez del 1956, i comanà l'operació aerotransportada anglofrancesa en la presa de Port Said. El 1958 el van fer comandant del cos d'exèrcit de Constantina, a Algèria aleshores francesa, i esdevingué adjunt d'operacions del comandant en cap, el general Challes. De tornada a França, l'1 de juliol del 1960 prengué el comandament de la 5à regió militar, amb seu a Tolosa de Llenguadoc. Morí el 1961 d'una crisi cardíaca, uns mesos després que ho fes el seu fill Michel a la guerra d'Algèria.
La promoció 1971-1973 de l'escola militar de Saint-Cyr portà el seu nom en homenatge.

## Condecoracions
| Gran Creu de la Legió d'Honor | Creu de Guerra dels Teatres d'Operacions Exteriors |  |

- Gran creu de la Legió d'Honor
- Creu de Guerra dels Teatres d'Operacions Exteriors
- Divuit citacions
- Mort per la França